# Frances Harriet Whipple Green McDougall
Frances Harriet Whipple Green McDougall (1805-1878) foi abolicionista, poeta, romancista, editora, botânico, espiritualista e advogada dos direitos das mulheres, dos eleitores e dos trabalhadores. Em contraste com muitas outras escritoras de mulheres do século XIX, durante a maior parte de sua vida adulta ganhou a vida como autora; ao mesmo tempo, ela frequentemente doou sua escrita para as causas que ela acreditava, como a abolição da escravidão. Ela se destaca na história de Rhode Island.
Ela nasceu como Frances Harriet Whipple em uma fazenda em Smithfield, Rhode Island. Ela era descendente de duas das famílias mais antigas e mais distinguidas do estado, mas após a séria reversão financeira de seu pai, ela teve que ganhar a vida em uma idade muito precoce. Ela ganhou reconhecimento local por sua poesia e em 1838 escreveu anonimamente um best-seller: The Memoirs of Elleanor Eldridge (as memórias de Elleanor Eldridge), uma das poucas narrativas publicadas de uma mulher negra livre. Os lucros deste livro ajudaram Eldridge a recuperar uma propriedade que lhe fora tirada injustamente. 
Em 1842, durante o conflito da rebelião Dorr de Rhode Island, Frances Whipple apoiou os esforços de Dorr para conseguir a reforma das leis de voto do estado. Depois que esta revolta foi duramente suprimida, ela fugiu para Connecticut, onde ela viveu "no exílio" com seu novo marido, um artista chamado Charles Green. Seu infeliz casamento terminou em 1847 quando Frances divorciou Charles por motivos de não-apoio e deserção. Ela então mudou-se para a área da cidade de Nova York, onde ensinou botânica e escreveu para publicações espiritualistas. Em 1861, ela se mudou para San Francisco. Lá, ela lecionou e escreveu contra a escravidão, trabalhou para os direitos das mulheres e serviu no primeiro conselho da união tipográfica de mulheres no local. Ela também continuou sua escrita espiritualista. Aos 57 anos, ela se casou com William McDougall, um mineiro que era um homem da assembleia da Califórnia e era o irmão do segundo governador do estado,John McDougall. Ela morreu em 1878 em Oakland, Califórnia, onde foi enterrada no Mountain View Cemetery. 